# Dancsa Katalin
Dancsa Katalin (Kisné) (Budapest, 1963. december 20. –) világ- és Európa-bajnok vízilabdázó.

## Pályafutása
Karrierje során a Vasasban és a BVSC-ben játszott, 1984-ben és 1985-ben magyar bajnoki címet szerzett. A magyar női vízilabdasport első két évtizedének meghatározó játékosaként 1984 és 2001 között szerepelt a válogatottban. A nemzeti csapattal 1994-ben világbajnokságot, 1991-ben és 2001-ben pedig Európa-bajnokságot nyert. Tagja volt a 2001-ben világbajnoki döntőben szereplő gárdának is, de 1985-ben, 1987-ben, és 1989-ben Eb-ezüstérmet, 1993-ban pedig Eb-bronzérmet is szerzett.